# Antipathes salicoides
Antipathes salicoides är en korallart som beskrevs av Sophia L.M. Summers 1910. Antipathes salicoides ingår i släktet Antipathes och familjen Antipathidae. Inga underarter finns listade i Catalogue of Life.